# Troféu Cidade de Palma de Mallorca de 1985
O Troféu Cidade de Palma de Mallorca de 1985 foi um torneio de caráter amistoso, realizado em Palma de Mallorca, Espanha, no ano de 1985, contando com a participação de quatro equipes, sendo três da Espanha e uma do Brasil.

## Equipes participantes
| Equipe            | Cidade            | País    | Em 1985 | Títulos (até esta edição)   |
| ----------------- | ----------------- | ------- | ------- | --------------------------- |
| Sporting de Gijón | Gijón             | Espanha | –       | 0                           |
| Grêmio            | Porto Alegre      | Brasil  | –       | 0                           |
| Barcelona         | Barcelona         | Espanha | –       | 4 (1969, 1974, 1979 e 1981) |
| Mallorca          | Palma de Mallorca | Espanha | -       | 0                           |

## Partidas

### Semifinais
| 7 de Agosto de 1985 | Mallorca | 0 – 1 | Barcelona   | Estadio Luis Sitjar, Palma de Mallorca |
|                     |          |       | Caldere 14' |                                        |

Mallorca: Mallo; Chano, Luis Garcia, Amer, Bernal; Mantilla, Higuera (Magdaleno 63´), Orejuela, Lipponen; Bonet, Hassan.
Barcelona: Urruti; Gerardo, Fradera, Alexanco, Juio Alberto; Victor, Schuster (Rojo 73´), Marcos, Calderé; Pichi Alonso (Carrasco 35´), Archibald.
| 8 de Agosto de 1988 | Real Sporting de Gijón                            | 2 (4) – (5) 2 | Grêmio      | Estadio Luis Sitjar, Palma de Mallorca |
|                     | Bernardino Mino 28' · Jaime Francisco Alvarez 42' |               | Caio Júnior |                                        |

### Disputa de terceiro lugar
| 9 de Agosto de 1985 | Mallorca              | 2 – 1 | Real Sporting de Gijón | Estadio Luis Sitjar, Palma de Mallorca |
|                     | Eloy 41' desconhecido |       | Lipponen 43' (pen)     |                                        |

Mallorca: Pascua; Izquierdo, Luis García, García Jiménez, Amer; Bernal, Tomás (Magdaleno 75´), Bonet; Liponnen, Hassan, Higuera (Orejuela 45´).
Sporting Gijón: Ablanedo II; Espinosa, Mino, Jiménez, Cundi; Jaime (Emilio 83´), Ablanedo I (Orbegozo 65´), Joaquín, Esteban; Eloy, Zurdi.

### Final
| 10 de Agosto de 1985 | Grêmio   | 1 – 0 | Barcelona | Estadio Luis Sitjar, Palma de Mallorca |
|                      | Bira 23' |       |           |                                        |

## Premiação
| Taça Cidade Palma de Mallorca de 1985                |
| Brasil.                                              |
| ---------------------------------------------------- |
| Grêmio Foot-Ball Porto Alegrense Campeão (1º título) |

## Jogadores do Grêmio que participaram do Torneio
Grêmio: Mazarópi, Alejandro Sabella, Caio Júnior, Jorge Baidek, Paulo Bonamigo, Raul, Bira, Luiz Eduardo, Osvaldo, Beto, Casemiro,  China, Renato e Ortiz. Técnico: Rubens Minelli.